# The Americans (serie televisiva 1961)
The Americans  è una serie televisiva statunitense in 17 episodi trasmessi per la prima volta nel corso di una sola stagione nel 1961. La serie è incentrata sulla guerra civile americana vista attraverso gli occhi di due fratelli opposti tra le due fazioni del conflitto.
La serie è stata ispirata dal romanzo di James Warner Bellah del 1953 The Valiant Virginians serializzato nel Saturday Evening Post con il titolo di Tales of the Valorous Virginians dal 9 maggio 1953 al 10 giugno 1954.

## Trama
Virginia, 1861. Ben e Jeff Canfield sono fratelli che si trovano opposti nel corso della guerra civile americana: Ben è integrato nelle forze dell'Unione, il fratello minore Jeff in quelle della Confederazione.

## Personaggi
- caporale Ben Canfield, USA (12 episodi, 1961), interpretato da	Darryl Hickman.
- caporale Jeff Canfield, CSA (11 episodi, 1961), interpretato da	Richard Davalos.
- Pa Canfield (5 episodi, 1961), interpretato da	John McIntire, padre di Jeff e Ben.
- capitano Cardiff (2 episodi, 1961), interpretato da	John Doucette.
- tenente Barnes (2 episodi, 1961), interpretato da	William D. Gordon.
- Ritter (2 episodi, 1961), interpretato da	Sandy Kenyon.
- Bailey (2 episodi, 1961), interpretato da	Wynn Pearce.
- Johnson (2 episodi, 1961), interpretato da	Slim Pickens.

## Produzione
La serie fu prodotta da National Broadcasting Company e girata negli studios della Metro-Goldwyn-Mayer a Culver City in California.
Ben Canfield fu interpretato da Darryl Hickman, Jeff Canfield da Richard Davalos; i due furono gli unici due attori apparsi in ogni episodio della serie.  Tra le guest star: Jack Lord, Michael Rennie, Nina Foch, Lee Marvin, Dan O'Herlihy, Robert Culp, James Franciscus, Jack Elam, Susan Oliver, Brian Keith, Ray Walston, Lloyd Bochner, Dick York, Jackie Coogan, L.Q. Jones, Carroll O'Connor, e Robert Redford. La colonna sonora fu opera di Bernard Herrmann e Hugo Friedhofer. Henry Steele Commager fu il consulente storico.

### Registi
Tra i registi della serie sono accreditati:
- Robert L. Friend (1 episodio, 1961)
- Douglas Heyes (1 episodio, 1961)
- Lamont Johnson (1 episodio, 1961)
- John Rich (1 episodio, 1961)

## Distribuzione
La serie fu trasmessa negli Stati Uniti nel 1961 sulla rete televisiva NBC. 
Fu prodotta, distribuita e trasmessa  come parte della commemorazione del centenario della Guerra Civile. Fu trasmessa come sostituzione a metà stagione della serie Avventure lungo il fiume.

## Episodi
| Stagione       | Episodi | Prima TV USA |
| -------------- | ------- | ------------ |
| Prima stagione | 17      | 1961         |